# لوكاس بوسيو
لوكاس بوسيو (بالإسبانية: Lucas Bossio)‏ هو لاعب كرة قدم أرجنتيني في مركز الوسط، ولد في 6 مارس 1990 في Wenceslao Escalante ‏ في الأرجنتين. لعب مع أرسنال ساراندي.

## وصلات خارجية
- لوكاس بوسيو على موقع قاعدة بيانات كرة القدم.إي يو (الإنجليزية)
- لوكاس بوسيو على موقع Soccerway.com (الإنجليزية)